# 라디오쇼 (CJB 라디오 프로그램)
라디오쇼는 CJB JOY FM에서 박용관 리포터가 진행했던 충북 전지역에 송출되었던 프로그램이다.
| CJB JOY FM          |                   |                     |
| 이전                | 박용관의 라디오쇼 | 다음                |
| 길원득의 음악앨범   | 박용관의 라디오쇼 | 권은비의 영스트리트 |
| 오후 4시 ~ 저녁 6시 | 저녁 6시 ~ 밤 8시 | 밤 8시 ~ 밤 10시    |
|                     |                   |                     |